# Rubén Sosa
Rubén Sosa (Montevideo, 25 april 1966) is een voormalig  profvoetballer uit Uruguay. Hij speelde als aanvaller clubvoetbal in onder meer Spanje, Duitsland, Italië en China. Sosa beëindigde zijn actieve carrière in 2006 bij Racing Club de Montevideo.

## Interlandcarrière
Sosa maakte zijn debuut voor Uruguay op 13 juni 1984 in de vriendschappelijke thuiswedstrijd tegen Engeland (2-0). Hij viel in dat duel in voor doelpuntenmaker Luis Alberto Acosta. In totaal kwam hij 46 keer uit voor zijn vaderland, en maakte hij vijftien doelpunten in de periode 1984-1995. Sosa won met Uruguay de strijd om de Copa América in 1987 en 1995, en nam eenmaal deel aan de WK-eindronde: 1990. Hij speelde zijn 46ste en laatste interland op 16 juli 1995, toen Uruguay met 2-1 won van Bolivia bij de strijd om de Copa América in eigen land.

## Erelijst
Real Zaragoza
- Spaans bekerwinnaar

1986
 Inter Milaan
- UEFA Cup

1994
 Borussia Dortmund
- Duits landskampioen

1996
 Club Nacional
- Uruguayaans landskampioen

1998, 2000, 2001, 2002
 Uruguay
- Copa América

1987, 1995